# Parafia św. Jana Bosko w Sycewicach
Parafia pod wezwaniem Świętego Jana Bosko w Sycewicach (do 8.12.1988 parafia pw. Wniebowzięcia Najświętszej Maryi Panny w Pałowie) – polska rzymskokatolicka parafia należąca do dekanatu Słupsk Zachód, diecezji koszalińsko-kołobrzeskiej, metropolii szczecińsko-kamieńskiej. Została utworzona 1 czerwca 1951 roku przez biskupa Wilhelma Plutę.
Siedziba parafii mieści się w Sycewicach, przy drodze krajowej 6 Szczecin – Gdańsk. Parafię od 1952 do 1998 r. obsługiwali Księża Salezjanie (SDB), a następnie księża diecezjalni.

## Miejsca święte

### Kościół parafialny
Kościół pw. św. Jana Bosko w Sycewicach

### Kościoły filialne i kaplice
- Kościół pw. Wniebowzięcia Najświętszej Maryi Panny w Pałowie[1]
- Kościół pw. Matki Bożej Wspomożenia Wiernych w Zębowie[1]

## Duszpasterze

### Proboszczowie
| Proboszczowie                | Okresy urzędowania w Parafii | Źródła |
| ---------------------------- | ---------------------------- | ------ |
| ks. Damian Jędrzkiewicz      | 1946-1948                    | [ 1 ]  |
| ks. Stefan Skupień SVD       | 1950                         | [ 1 ]  |
| ks. Szymon Stoltman          | 1950-1952                    | [ 1 ]  |
| ks. Stanisław Kubacki SDB    | 1952-1959                    | [ 1 ]  |
| ks. Stanisław Wojewódzki SDB | 1959-1963                    | [ 1 ]  |
| ks. Franciszek Słoma SDB     | 1963-1968                    | [ 1 ]  |
| ks. Tadeusz Kujawa SDB       | 1968-1974                    | [ 1 ]  |
| ks. Leon Grochalski SDB      | 1974-1978                    | [ 1 ]  |
| ks. Stanisław Smuniewski SDB | 1978-1986                    | [ 1 ]  |
| ks. Wiesław Dąbrowski SDB    | 1986-1991                    | [ 1 ]  |
| ks. Roman Dąbrowski SDB      | 1991-1994                    | [ 1 ]  |
| ks. Jan Terlikowski SDB      | 1994-1998                    | [ 1 ]  |
| ks. Wojciech Ebel            | 1998-2005                    | [ 1 ]  |
| ks. Zbigniew Dudojć          | 2005- 2013                   | [ 1 ]  |
| ks. Arkadiusz Oslislok       | 2013-2018                    | [ 1 ]  |
| ks. Piotr Ratajczak          | od 2018                      |        |